# Laura Salvatore
Laura Salvatore est une comédienne française, née le 21 mai 1988.

## Biographie
Laura Salvatore est surtout connue pour son rôle de Marie Viguier dans Une famille formidable qu'elle incarne depuis la 4e saison, elle joue également dans la série Moi C Kim.
Elle pratique la danse dont elle a plusieurs années d'expérience.

## Filmographie

### Télévision
- 2000 - 2018 : Une famille formidable (série télévisée) : Marie Viguier (saisons 4 à 15)
- 2003 : Une famille à tout prix
- 2007 - 2012 : Moi C Kim[1] (série télévisée) : Léa